# Усенко, Юрий Юрьевич
Юрий Юрьевич Усенко (род. 17 февраля 1971) — советский, российский, хоккеист, защитник.

## Биография
Воспитанник челябинского «Металлурга», тренер Александр Коковин. Выступал за команды «Металлург» / «Мечел» Челябинск (1988/89 — 1991/92), «Трактор» Челябинск (1992/93 — 1994/95), «Таганай» Златоуст (1993/94), «УралАЗ» Миасс (1994/95), «Гранит» Озёрск (1996/97).
Провёл три сезона в МХЛ («Трактор»), бронзовый призёр 1993/94.